# قائمة حلقات ليغو نينجاغو: أبطال السبينجيتسو
ليغو نينجاغو: أبطال السبينجيتسو (بالإنجليزية: LEGO Ninjago: Masters of Spinjitzu) هو مسلسل تلفزيوني الرسوم المتحركة أكشن كوميدي عائلي مقدمة من ليغو وتذاع على كرتون نتورك وكرتون نتورك بالعربية. يدور المسلسل حول عالم خيالي يسمى نينجاغو ويتم تقسيم الأرض بين نينجاغو الصالحة وجزيرة الظلام بجانب العالم السفلي وأماكن مخيفة مختلفة. الشخصيات الرئيسية على تواصل مع عناصر النار والأرض والثلج والبرق(الإضاءة) والماء والطاقة.
حتى الآن أكملت نينجاغو 162 حلقة مقسمة على 13 موسم. قدم المسلسل أيضا أربع حلقات (الموسم التجريبي) وهي نصف حلقات أي نصف مدة الحلقة العادية. وهناك أيضا ستة حلقات صغيرة كل منهم دقيقتان وأذيعت هذه الحلقات مابين حلقات الموسم التجريبي والموسم الأول.
بدء الموسم الرابع في 23 فبراير 2015 على كرتون نتورك. في 8 يونيو أصدرت ليغو إعلان الموسم الخامس الذي يسمى : الملكية. وبدء الموسم في 22 يونيو 2015 على كرتون نتورك بولندا.
في 12 يوليو 2015 أعلن كتاب العرض في سان دييغو كوميك كون أنه في الموسم السادس سيهرب النينجا ويختبئون من الشرطة الذين يطاردوهم لجرائم مختلفة.
الموسم السادس، الملقب بسكايباوند يركز على النينجا ضد جني يسمى ناداكان وفرقته برج الشؤم وشخصية الموسم هي جاي، وأيضا يركز الموسم على أسطورة المارد.
هذه قائمة حلقات ليغو نينجاغو: أبطال السبينجيتسو على كرتون نتورك بالعربية.

## مقدمة عامة عن السلسلة
| الموسم                             | الحلقات             | الحلقات             | الأصلي         | الأصلي         |
| الموسم                             | الحلقات             | الحلقات             | الأول          | الأخير         |
| ---------------------------------- | ------------------- | ------------------- | -------------- | -------------- |
| Pilot episodes                     | 4                   | 4                   | 14 يناير 2011  | 14 يناير 2011  |
| Rise of the Snakes                 | 13                  | 13                  | 2 ديسمبر 2011  | 11 أبريل 2012  |
| Legacy of the Green Ninja          | 13                  | 13                  | 18 يوليو 2012  | 21 نوفمبر 2012 |
| Rebooted                           | 8                   | 8                   | 29 يناير 2014  | 26 نوفمبر 2014 |
| Tournament of Elements             | 10                  | 10                  | 23 فبراير 2015 | 3 أبريل 2015   |
| Possession                         | 10                  | 10                  | 29 يونيو 2015  | 10 يوليو 2015  |
| Skybound                           | 10                  | 10                  | 24 مارس 2016   | 15 يوليو 2016  |
| Day of the Departed                | Day of the Departed | Day of the Departed | 29 أكتوبر 2016 | 29 أكتوبر 2016 |
| Hands of Time                      | 10                  | 10                  | 15 مايو 2017   | 26 مايو 2017   |
| Sons of Garmadon                   | 10                  | 10                  | 16 أبريل 2018  | 25 مايو 2018   |
| Hunted                             | 10                  | 10                  | 11 أغسطس 2018  | 25 أغسطس 2018  |
| March of the Oni                   | 4                   | 4                   | 19 أبريل 2019  | start          |
| Secrets of the Forbidden Spinjitzu | 30                  | 30                  | 22 يونيو 2019  | 1 فبراير 2020  |
| Prime Empire                       | 16                  | 16                  | 19 يوليو 2020  | 30 أغسطس 2020  |
| Master of the Mountain             | 16                  | 16                  | 13 سبتمبر 2020 | 25 أكتوبر 2020 |
| The Island                         | 4                   | 4                   | 7 مارس 2021    | 14 مارس 2021   |
| Seabound                           | 16                  | 16                  | 4 أبريل 2021   | 30 أبريل 2021  |

## الحلقات

### (2011) Pilot
| الرقم في السلسلة | الرقم في الموسم | العنوان        |
| ---------------- | --------------- | -------------- |
| 01               | 01              | «طريق النينجا» |
| 02               | 02              | «ملك الظلال»   |

### الموسم الأول: ظهور الثعابين (12-2011)
| الرقم في السلسلة | الرقم في الموسم | العنوان               | تاريخ البث العربي |
| ---------------- | --------------- | --------------------- | ----------------- |
| 1                | 1               | «عودة الثعابين»       | 02 ديسمبر 2013    |
| 2                | 2               | «البيت»               | 09 ديسمبر 2013    |
| 3                | 3               | «لدغة الثعبان»        | 16 ديسمبر 2013    |
| 4                | 4               | «لا تثق في ثعبان»     | 23 ديسمبر 2013    |
| 5                | 5               | «علبة الديدان»        | 30 ديسمبر 2013    |
| 6                | 6               | «ملك الثعابين»        | 05 يناير 2014     |
| 7                | 7               | «التروس»              | 06 يناير 2014     |
| 8                | 8               | «عضة واحدة جحر مضاعف» | 07 يناير 2014     |
| 9                | 9               | «الحداد الملكي»       | 08 يناير 2014     |
| 10               | 10              | «النينجا الأخضر»      | 09 يناير 2014     |
| 11               | 11              | «كل اللاشيء»          | 12 يناير 2014     |
| 12               | 12              | «ظهور المفترس الأعظم» | 13 يناير 2014     |
| 13               | 13              | «يوم المفترس الأعظم»  | 14 يناير 2014     |

### الموسم الثاني: ظهور أستاذ السبينجيتسو (2012)
| الرقم في السلسلة | الرقم في الموسم | العنوان                     | تاريخ البث العربي |
| ---------------- | --------------- | --------------------------- | ----------------- |
| 14               | 1               | «الظلام سيعود»              | 06 ابريل 2014     |
| 15               | 2               | «قراصنة ضد نينجا»           | 07 ابريل 2014     |
| 16               | 3               | «متاعب مزدوجة»              | 08 ابريل 2014     |
| 17               | 4               | «سباق النينجا»              | 09 ابريل 2014     |
| 18               | 5               | «لعب الاطفال»               | 10 ابريل 2014     |
| 19               | 6               | «المكان خطأ في الوقت الخطأ» | 13 ابريل 2014     |
| 20               | 7               | «الجيش الصخري»              | 14 ابريل 2014     |
| 21               | 8               | «يوم صمود نينجاغو»          | 15 ابريل 2014     |
| 22               | 9               | «الرحلة الأخيرة»            | 16 ابريل 2014     |
| 23               | 10              | «جزيرة الظلام»              | 22 ابريل 2014     |
| 24               | 11              | «الأمل الأخير»              | 20 ابريل 2014     |
| 25               | 12              | «عودة سيد الظلام»           | 21 ابريل 2014     |
| 26               | 13              | «ظهور أستاذ السبينجيتسو»    | 17 ابريل 2014     |

### الموسم الثالث: ريبوتيد (2014)
| الرقم في السلسلة | الرقم في الموسم | العنوان              |                |
| ---------------- | --------------- | -------------------- | -------------- |
| 27               | 01              | «الخلل»              | 9 نوفمبر 2014  |
| 28               | 02              | «فن القبضة الصامتة»  | 10 نوفمبر 2014 |
| 29               | 03              | «انقطاع الكهرباء»    |                |
| 30               | 04              | «لعنة المعلم الذهبي» |                |
| 31               | 05              | «العالم الرقمي»      |                |
| 32               | 06              | «الرمز : أركترس»     |                |
| 33               | 07              | «الفراغ»             |                |
| 34               | 08              | «نينجا التيتانيوم»   |                |

### الموسم الرابع: مسابقة العناصر (2015)
| الرقم في السلسلة | الرقم في الموسم | العنوان               |
| ---------------- | --------------- | --------------------- |
| 35               | 01              | «الدعوة»              |
| 36               | 02              | «واحد فقط سيتبقى»     |
| 37               | 03              | «المواجهة»            |
| 38               | 04              | «لفة النينجا»         |
| 39               | 05              | «جاسوس لجاسوس»        |
| 40               | 06              | «تعويذة ملزمة»        |
| 41               | 07              | «العنصر المنسي»       |
| 42               | 08              | «يوم التنين»          |
| 43               | 09              | «أعظم خوف في التاريخ» |
| 44               | 10              | «ممر العظماء»         |

### الموسم الخامس: الملكية (2015)
| الرقم في السلسلة | الرقم في الموسم | العنوان                           |
| ---------------- | --------------- | --------------------------------- |
| 45               | 01              | «رياح التغيير»                    |
| 46               | 02              | «قصة شبح»                         |
| 47               | 03              | «ستيكس والحجارة»                  |
| 48               | 04              | «معبد يانج المنبوذ»               |
| 49               | 05              | «المفاجأة»                        |
| 50               | 06              | «المملكة تأتي»                    |
| 51               | 07              | «ماضي مشترك»                      |
| 52               | 08              | «خطر المقبرة»                     |
| 53               | 09              | «المملكة المنبوذة (الجزء الأول)»  |
| 54               | 10              | «المملكة المنبوذة (الجزء الثاني)» |

### الموسم السادس: سكاي باوند (2016)
| الرقم في السلسلة | الرقم في الموسم | العنوان             |
| ---------------- | --------------- | ------------------- |
| 55               | 01              | «سيّئ السمعة»        |
| 56               | 02              | «العدو الأول للشعب» |
| 57               | 03              | «اللغز»             |
| 58               | 04              | «الكارثة الكبيرة»   |
| 59               | 05              | «مهمة مستحيلة»      |
| 60               | 06              | «عشائي مع ناداكان»  |
| 61               | 07              | «يوم الأمنيات»      |
| 62               | 08              | «الوسيلة الأخيرة»   |
| 63               | 09              | «؟؟؟»               |
| 64               | 10              | «رحلة العودة»       |

## وصلات خارجية
- Ninjago at Lego.com نسخة محفوظة 11 أبريل 2013 على موقع واي باك مشين.